# Portugal Open 2013
Portugal Open 2013 byl společný tenisový turnaj mužského okruhu ATP World Tour a ženského okruhu WTA Tour, hraný v areálu Estádio Nacional na otevřených antukových dvorcích. Konal se mezi 28. dubnem až 5. květnem 2013 v portugalském Oeirasu jako 24. ročník mužského a 17. ročník ženského turnaje.
Mužská polovina se řadila do kategorie ATP World Tour 250 a její dotace činila 467 800 eur. Ženská část měla rozpočet 235 000 dolarů a byla součástí kategorie WTA International Tournaments.
Turnaj byl dříve hrán pod názvem Estoril Open. K novému pojmenování se organizátoři rozhodli, aby zviditelnili portugalský úspěch v pořádání mezinárodních událostí.

## Dvouhra mužů

### Nasazení
| Stát      | Hráč               | ATP1) | Nasazení |
| --------- | ------------------ | ----- | -------- |
| Španělsko | David Ferrer       | 4.    | 1.       |
| Švýcarsko | Stanislas Wawrinka | 17.   | 2.       |
| Itálie    | Andreas Seppi      | 18.   | 3.       |
| Itálie    | Fabio Fognini      | 24.   | 4.       |
| Francie   | Julien Benneteau   | 32.   | 5.       |
| Francie   | Benoît Paire       | 33.   | 6.       |
| Argentina | Horacio Zeballos   | 40.   | 7.       |
| Španělsko | Tommy Robredo      | 43.   | 8.       |

- 1) Žebříček ATP ke 22. dubnu 2013.[2]

### Jiné formy účasti
Následující hráčí obdrželi divokou kartu do hlavní soutěže:
- Gastão Elias
- David Ferrer
- Pedro Sousa

TNásledující hráči postoupili z kvalifikace:
- Pablo Carreño
- Niels Desein
- Robin Haase
- Rui Machado

### Odhlášení
před zahájením turnaje
- Kevin Anderson
- Juan Martín del Potro
- Leonardo Mayer
- Juan Mónaco

### Skrečování
- Gilles Müller

## Mužská čtyřhra

### Nasazení
| Stát      | Hráč              | Stát          | Hráč              | ATP1 | Nasazení |
| --------- | ----------------- | ------------- | ----------------- | ---- | -------- |
| Pákistán  | Ajsám Kúreší      | Nizozemsko    | Jean-Julien Rojer | 15.  | 1.       |
| Španělsko | David Marrero     | Brazílie      | Marcelo Melo      | 44.  | 2.       |
| Mexiko    | Santiago González | Spojené státy | Scott Lipsky      | 62.  | 3.       |
| Itálie    | Daniele Bracciali | Itálie        | Fabio Fognini     | 64.  | 4.       |

- 1 Žebříček ATP ke 22. dubnu 2013; číslo je součtem žebříčkového postavení obou členů páru.

### Jiné formy účasti
Následující páry obdržely divokou kartu do hlavní soutěže:
- Frederico Gil /  Pedro Sousa
- Frederico Ferreira Silva /  Leonardo Tavares

Následující pár nastoupil do hlavní soutěže z pozice náhradníka:
- Jevgenij Donskoj /  Andrej Kuzněcov

### Odhlášení
- Gilles Müller

## Ženská dvouhra

### Nasazení
| Stát          | Hráčka                     | WTA1) | Nasazení |
| ------------- | -------------------------- | ----- | -------- |
| Francie       | Marion Bartoliová          | 14.   | 1.       |
| Slovensko     | Dominika Cibulková         | 15.   | 2.       |
| Rusko         | Anastasija Pavljučenkovová | 19.   | 3.       |
| Španělsko     | Carla Suárezová Navarrová  | 23.   | 4.       |
| Rumunsko      | Sorana Cîrsteaová          | 26.   | 5.       |
| Spojené státy | Varvara Lepčenková         | 27.   | 6.       |
| Rusko         | Jelena Vesninová           | 29.   | 7.       |
| Německo       | Julia Görgesová            | 30.   | 8.       |

- 1) Žebříček WTA k 22. dubnu 2013.[3]

### Jiné formy účasti
Následující hráčky obdržely divokou kartu do hlavní soutěže:
- Dominika Cibulková
- Julia Görgesová
- Maria João Köhlerová
- Světlana Kuzněcovová

Následující hráčky postoupily z kvalifikace:
- Estrella Cabezaová Candelaová
- Šachar Pe'erová
- Aravane Rezaïová
- Galina Voskobojevová
  -  Mónica Puigová – jako šťastná poražená

### Odhlášení
před zahájením turnaje
- Irina-Camelia Beguová
- Alizé Cornetová
- Jaroslava Švedovová
- Roberta Vinciová
- Heather Watsonová

## Ženská čtyřhra

### Nasazení
| Stát          | Hráčka                  | Stát          | Hráčka                 | WTA1 | Nasazení |
| ------------- | ----------------------- | ------------- | ---------------------- | ---- | -------- |
| Spojené státy | Raquel Kopsová-Jonesová | Spojené státy | Abigail Spearsová      | 29.  | 1.       |
| Tchaj-wan     | Čan Chao-čching         | Francie       | Kristina Mladenovicová | 73.  | 2.       |
| Jižní Afrika  | Natalie Grandinová      | Česko         | Vladimíra Uhlířová     | 73.  | 3.       |
| Chorvatsko    | Darija Juraková         | Maďarsko      | Katalin Marosiová      | 79.  | 4.       |

- 1 Žebříček WTA k 22. dubnu 2013; číslo je součtem žebříčkového postavení obou členek páru.

### Jiné formy účasti
Následující páry obdržely divokou kartu do hlavní soutěže:
- Sofia Araújová /  Joana Vale Costová
- Darja Gavrilovová /  Bárbara Luzová

## Přehled finále

### Mužská dvouhra
- Stanislas Wawrinka vs.  David Ferrer, 6–1, 6–4

### Ženská dvouhra
- Anastasija Pavljučenkovová vs.  Carla Suárezová Navarrová, 7–5, 6–2

### Mužská čtyřhra
- Santiago González /  Scott Lipsky vs.  Ajsám Kúreší /  Jean-Julien Rojer, 6–3, 4–6, [10–7]

### Ženská čtyřhra
- Čan Chao-čching /  Kristina Mladenovicová vs.  Darija Juraková /  Katalin Marosiová, 7–6(7–3), 6–2